# Oryzomys gorgasi
Oryzomys gorgasi és una espècie de mamífer rosegador de la família dels cricètids. Viu a Colòmbia i Veneçuela. Es tracta d'un animal omnívor i semiaquàtic. Els seus hàbitats naturals són els manglars, els herbassars inundats i els saladars. Està amenaçat per la competència amb les rates negres.
L'espècie fou anomenada en honor del metge estatunidenc William Crawford Gorgas.